# Hrabstwo Obion
Hrabstwo Obion (ang. Obion County) – hrabstwo w stanie Tennessee w Stanach Zjednoczonych. Obszar całkowity hrabstwa obejmuje powierzchnię 555,35 mil² (1438,35 km²). Według szacunków United States Census Bureau w roku 2009 miało 31 431 mieszkańców.
Hrabstwo powstało w 1823 roku.

## Miasta
- Hornbeak
- Obion
- Rives
- Samburg
- South Fulton
- Troy
- Union City
- Woodland Mills[4]

| Populacja hrabstwa w poprzednich latach | Populacja hrabstwa w poprzednich latach |
| Rok                                     | Liczba ludności                         |
| --------------------------------------- | --------------------------------------- |
| 1980                                    | 32 634                                  |
| 1990                                    | 31 717                                  |
| 2000                                    | 32 450                                  |
| 2005                                    | 32 213                                  |